# Briefmarken-Jahrgang 1982 der Deutschen Post der DDR
Der Briefmarken-Jahrgang 1982 der Deutschen Post der Deutschen Demokratischen Republik umfasste 70 einzelne Sondermarken,
vier Briefmarkenblocks mit gesamt sechs Sondermarken und zwei Kleinbogen mit zusammen sieben Sondermarken. Fünfzehn Briefmarken wurden zusammenhängend gedruckt; dabei gab es zwei Paare mit innenliegendem Zierfeld. Ein Motiv gab es als sowohl als Einzelmarke als auch als Kleinbogen. Dauermarken wurden in diesem Jahrgang nicht ausgegeben. Insgesamt gab es 97 unterschiedliche Ausgaben.
Alle Briefmarken-Ausgaben seit 1964 sowie die 2-Mark-Werte der Dauermarkenserie Präsident Wilhelm Pieck und die bereits seit 1961 erschienene Dauermarkenserie Staatsratsvorsitzender Walter Ulbricht waren ursprünglich unbegrenzt frankaturgültig. Mit der Wiedervereinigung verloren alle Marken nach dem 2. Oktober 1990 ihre Gültigkeit.
Neue Dauermarken wurden in diesem Jahrgang nicht ausgegeben.

## Liste der Ausgaben und Motive
Legende
- Bild: Eine bearbeitete Abbildung der genannten Marke. Das Verhältnis der Größe der Briefmarken zueinander ist in diesem Artikel annähernd maßstabsgerecht dargestellt. Sollten keine Marken abgebildet sein, liegt es daran, dass das Urheberrecht des Künstlers noch nicht erloschen ist.
- Beschreibung: Eine Kurzbeschreibung des Motivs und/oder des Ausgabegrundes. Bei ausgegebenen Serien oder Blocks werden die zusammengehörigen Beschreibungen mit einer Markierung versehen eingerückt.
- Wert: Der Frankaturwert der einzelnen Marke in Pfennig. Ein „+“ bedeutet, dass es sich um eine Zuschlagsmarke handelt (= Frankaturwert + Spende).
- Ausgabedatum: Das Datum des erstmaligen Verkaufs dieser Briefmarke.
- Auflage: Soweit bekannt, wird hier die zum Verkauf angebotene Anzahl dieser Ausgabe angegeben.
- Entwurf: Soweit bekannt, wird hier angegeben, von wem der Entwurf dieser Marke stammt.
- Mi.-Nr.: Diese Briefmarke wird im Michel-Katalog unter der entsprechenden Nummer gelistet.

| Sondermarken | |      |                       |            |                                    |         |
| Bild         | Beschreibung | Wert | Ausgabe- datum (1982) | Auflage    | Entwurf                            | Mi.-Nr. |
|              | Meißner Porzellan (II) Die folgenden vier Marken wurden als Zusammendruck in Viererblockanordnung ausgegeben: - Kaffeekanne in Böttgersteinzeug (um 1715) | 10   | 26. Januar            | 3.500.000  | Lutz Lüders                        | 2667    |
|              | - Bechervase (um 1715) | 20   | 26. Januar            | 3.500.000  | Lutz Lüders                        | 2668    |
|              | - Figur des Oberon (Entwurf: Peter Strang 1969) | 25   | 26. Januar            | 3.500.000  | Lutz Lüders                        | 2669    |
|              | - Vase „Tag und Nacht“ (1979). | 35   | 26. Januar            | 3.500.000  | Lutz Lüders                        | 2670    |
|              | 300. Geburtstag von Johann Friedrich Böttger Die folgenden zwei Marken wurde als Briefmarkenblock ausgegeben: - J. F. Böttger, Alchimist, Steinzeugmedaille | 50   | 26. Januar            | 2.100.000  | Manfred Gottschall                 | 2671    |
|              | - Böttgers Petschaft | 50   | 26. Januar            | 2.100.000  | Manfred Gottschall                 | 2672    |
| Nr.2673      | Bauten der Deutschen Post - Postamt Bad Liebenstein | 20   | 9. Februar            | 8.000.000  | Ralf-Jürgen Lehmann                | 2673    |
|              | - Technisches Fernmeldedienstgebäude, Berlin | 25   | 9. Februar            | 3.500.000  | Ralf-Jürgen Lehmann                | 2674    |
|              | - Hauptpostamt Erfurt | 35   | 9. Februar            | 4.000.000  | Ralf-Jürgen Lehmann                | 2675    |
|              | - Hauptpostamt Dresden 6 | 50   | 9. Februar            | 2.100.000  | Ralf-Jürgen Lehmann                | 2676    |
|              | Internationale Leipziger Rauchwarenauktion - Steppenmurmeltier (Marmota bobac) | 10   | 23. Februar           | 26.000.000 | Hannelore Heise                    | 2677    |
|              | - Iltis (Putorius putorius) | 20   | 23. Februar           | 8.000.000  | Hannelore Heise                    | 2678    |
|              | - Nerz (Mustela lutreola) | 25   | 23. Februar           | 3.500.000  | Hannelore Heise                    | 2679    |
|              | - Steinmarder (Martes foina) | 35   | 23. Februar           | 2.100.000  | Hannelore Heise                    | 2680    |
|              | 150. Todestag von Johann Wolfgang von Goethe, 225. Geburtstag von Friedrich von Schiller Die folgenden zwei Marken wurde als Briefmarkenblock ausgegeben: - J. W. von Goethe, Dichter                                                                                         | 50   | 9. März               | 2.100.000  | Joachim Rieß                       | 2681    |
|              | - F. von Schiller, Dichter | 50   | 9. März               | 2.100.000  | Joachim Rieß                       | 2682    |
|              | Leipziger Frühjahrsmesse - Westeingang zum Messegelände | 10   | 9. März               | 16.000.000 | Joachim Rieß                       | 2683    |
|              | - Ausschnitt aus dem Warmteil einer Rohrstoßbankanlage | 25   | 9. März               | 4.500.000  | Joachim Rieß                       | 2684    |
|              | 100. Jahrestag der Entdeckung des Tuberkulose-Erregers durch Robert Koch Diese Marke wurde als Briefmarkenblock ausgegeben: Robert Koch, Bakteriologe, Nobelpreis 1905 | 1 M  | 23. März              | 2.100.000  | Lothar Grünewald                   | 2685    |
|              | Persönlichkeiten der deutschen Arbeiterbewegung (X) - Max Fechner (1892–1973), DDR-Justizminister | 10   | 23. März              | 6.000.000  | Gerhard Stauf                      | 2686    |
|              | - Ottomar Geschke (1882–1957), Vorsitzender der VVN | 10   | 23. März              | 6.000.000  | Gerhard Stauf                      | 2687    |
|              | - Helmut Lehmann (1882–1959), Vorstandsvorsitzender der Volkssolidarität | 10   | 23. März              | 6.000.000  | Gerhard Stauf                      | 2688    |
|              | - Herbert Warnke (1902–1975), FDGB-Vorsitzender | 10   | 23. März              | 6.000.000  | Gerhard Stauf                      | 2689    |
|              | - Otto Winzer (1902–1975), DDR-Außenminister | 10   | 23. März              | 6.000.000  | Gerhard Stauf                      | 2690    |
|              | Giftpflanzen - Herbstzeitlose (Colchicum autumnale) | 10   | 6. April              | 16.000.000 | Evelyne Bobbe und Karl-Heinz Bobbe | 2691    |
|              | - Sumpf-Schweinsohr (Calla palustris) | 15   | 6. April              | 5.000.000  | Evelyne Bobbe und Karl-Heinz Bobbe | 2692    |
|              | - Sumpf-Porst (Ledum palustre) | 20   | 6. April              | 8.000.000  | Evelyne Bobbe und Karl-Heinz Bobbe | 2693    |
|              | - Rotbeerige Zaunrübe (Bryonia dioica) | 25   | 6. April              | 4.500.000  | Evelyne Bobbe und Karl-Heinz Bobbe | 2694    |
|              | - Blauer Eisenhut (Aconitum napellus) | 35   | 6. April              | 5.000.000  | Evelyne Bobbe und Karl-Heinz Bobbe | 2695    |
|              | - Schwarzes Bilsenkraut (Hyoscyamus niger) | 50   | 6. April              | 2.100.000  | Evelyne Bobbe und Karl-Heinz Bobbe | 2696    |
|              | Internationale Buchkunst-Ausstellung (IBA), Leipzig Diese und die folgende Marke wurden als Zusammendruck mit einem dazwischenliegenden Zierfeld ausgegeben: - Initiale „I“                                                                                                   | 15   | 20. April             | 3.600.000  | Karl-Heinz Bobbe                   | 2697    |
|              | - Emblem der IBA | 35   | 20. April             | 3.600.000  | Karl-Heinz Bobbe                   | 2698    |
|              | Kongreß des Freien Deutschen Gewerkschaftsbundes (FDGB), Berlin: Gemälde - „Mutter mit Kind“; von Walter Womacka | 10   | 20. April             | 16.000.000 | Detlef Glinski                     | 2699    |
|              | - „Diskussion im Neuererkollektiv“; von Willi Neubert | 20   | 20. April             | 8.000.000  | Detlef Glinski                     | 2700    |
|              | - „Junges Paar“; von Karl Heinz Jakob | 25   | 20. April             | 2.100.000  | Detlef Glinski                     | 2701    |
|              | Geschützte Greifvögel - Fischadler (Pandion haliaetus) | 10   | 18. Mai               | 16.000.000 | Hilmar Zill                        | 2702    |
|              | - Seeadler (Haliaeetus albicilla) | 20   | 18. Mai               | 8.000.000  | Hilmar Zill                        | 2703    |
|              | - Steinkauz (Athene noctua) | 25   | 18. Mai               | 4.500.000  | Hilmar Zill                        | 2704    |
|              | - Uhu (Bubo bubo) | 35   | 18. Mai               | 2.100.000  | Hilmar Zill                        | 2705    |
|              | Arbeiterfestspiele der DDR, Bezirk Neubrandenburg - Bauwerke im Bezirk Neubrandenburg | 10   | 8. Juni               | 16.000.000 | Jochen Bertholdt                   | 2706    |
|              | - Trachtenpaar vor Landwirtschaftsanlage | 20   | 8. Juni               | 8.000.000  | Jochen Bertholdt                   | 2707    |
|              | 100. Geburtstag von Georgi Dimitrow Diese Marke wurde als Briefmarkenblock ausgegeben: Gedenk-Medaille mit Profilabbildung von Georgi Dimitrow | 1 M  | 8. Juni               | 2.100.000  | Lothar Grünewald                   | 2708    |
|              | Hochseeschiffe - Motorschiff „Frieden“, Stückgutschiff Typ IV | 5    | 22. Juni              | 5.100.000  | Jochen Bertholdt                   | 2709    |
|              | - Motorschiff „Fichtelberg“, RoRo-Schiff | 10   | 22. Juni              | 8.100.000  | Jochen Bertholdt                   | 2710    |
|              | - Motorschiff „Brocken“, Spezial-Schwergutschiff | 15   | 22. Juni              | 5.100.000  | Jochen Bertholdt                   | 2711    |
|              | - Motorschiff „Weimar“, OBC-Frachtschiff | 20   | 22. Juni              | 8.100.000  | Jochen Bertholdt                   | 2712    |
|              | - Dampfschiff Vorwärts, erstes Handelsschiff der DDR | 25   | 22. Juni              | 5.100.000  | Jochen Bertholdt                   | 2713    |
|              | - Motorschiff „Berlin-Hauptstadt der DDR“, Semicontainerschiff | 35   | 22. Juni              | 2.100.000  | Jochen Bertholdt                   | 2714    |
|              | 30 Jahre Gesellschaft für Sport und Technik (GST) Ausbildung und Wehrsport in der GST | 20   | 22. Juni              | 8.000.000  | Manfred Gottschall                 | 2715    |
|              | Sorbische Volksbräuche Die folgenden sechs Marken wurden als Zusammendruck in Sechserblockanordnung ausgegeben: - Vogelhochzeit | 10   | 6. Juli               | 3.600.000  | Harry Scheuner                     | 2716    |
|              | - Zampern | 20   | 6. Juli               | 3.600.000  | Harry Scheuner                     | 2717    |
|              | - Waleien | 25   | 6. Juli               | 3.600.000  | Harry Scheuner                     | 2718    |
|              | - Ostereiermalen | 35   | 6. Juli               | 3.600.000  | Harry Scheuner                     | 2719    |
|              | - Johannisreiter | 40   | 6. Juli               | 3.600.000  | Harry Scheuner                     | 2720    |
|              | - Bescherkind | 50   | 6. Juli               | 3.600.000  | Harry Scheuner                     | 2721    |
|              | 7. Briefmarkenausstellung der Jugend, Schwerin Diese und die folgende Marke wurden als Zusammendruck mit einem dazwischenliegenden Zierfeld ausgegeben: - Schwerin (um 1640); Kupferstich von Kaspar Merian                                                                   | 10+5 | 6. Juli               | 3.500.000  | Joachim Rieß                       | 2722    |
|              | - Historische und neuzeitliche Gebäude in Schwerin | 20   | 6. Juli               | 3.500.000  | Joachim Rieß                       | 2723    |
|              | Pioniertreffen, Dresden - Pioniere, Fahne | 10+5 | 20. Juli              | 3.500.000  | Ralf-Jürgen Lehmann                | 2724    |
|              | - Trommel, Fanfare, Rote Nelken | 20   | 20. Juli              | 8.000.000  | Ralf-Jürgen Lehmann                | 2725    |
|              | Staatliches Museum Schwerin: Gemälde niederländischer Maler - „Bewegte See“, von Ludolf Backhuysen | 5    | 10. August            | 5.000.000  | Horst Naumann                      | 2726    |
|              | - „Das Hauskonzert“, von Frans van Mieris des Älteren | 10   | 10. August            | 16.000.000 | Horst Naumann                      | 2727    |
|              | - „Die Torwache“, von Carel Fabritius | 20   | 10. August            | 8.000.000  | Horst Naumann                      | 2728    |
|              | - „Bauerngesellschaft“, von Adrian Brouwer | 25   | 10. August            | 5.000.000  | Horst Naumann                      | 2729    |
|              | - „Frühstückstisch mit Schinken“, von Claesz Heda | 35   | 10. August            | 5.000.000  | Horst Naumann                      | 2730    |
|              | - „Flußlandschaft“, von Jan van Goyen | 70   | 10. August            | 2.100.000  | Horst Naumann                      | 2731    |
|              | Ministerkonferenz der Organisation für die Zusammenarbeit der sozialistischen Länder auf dem Gebiet des Post- und Fernmeldewesens (OSS) Diese Marke wurde als Zusammendruck mit einem rechts anliegendem Zierfeld ausgegeben: Karl-Marx-Monument, Bauwerke in Karl-Marx-Stadt | 10   | 24. August            | 8.100.000  | Joachim Rieß                       | 2732    |
|              | Leipziger Herbstmesse - Messehaus „Stentzlers Hof“, Leipzig | 10   | 24. August            | 16.000.000 | Lothar Grünewald                   | 2733    |
|              | - Erzeugnisse des VEB Ostseeschmuck | 25   | 24. August            | 4.500.000  | Lothar Grünewald                   | 2734    |
|              | Internationale Mahn- und Gedenkstätten Denkmal Auschwitz-Birkenau | 35   | 7. September          | 4.000.000  | Hans Detlefsen                     | 2735    |
|              | Kongreß der Internationalen Föderation der Widerstandskämpfer (FIR) FIR-Abzeichen | 10   | 7. September          | 16.000.000 | Bobbe                              | 2736    |
|              | Herbstblumen - Herbstanemone (Anemone hupehensis) | 5    | 21. September         | 5.000.000  | Klaus Müller                       | 2737    |
|              | - Studentenblume (Tagetes patula) | 10   | 21. September         | 16.000.000 | Klaus Müller                       | 2738    |
|              | - Mittagsgold (Gazania Hybr.) | 15   | 21. September         | 5.000.000  | Klaus Müller                       | 2739    |
|              | - Sonnenblume (Helianthus annuus) | 20   | 21. September         | 8.000.000  | Klaus Müller                       | 2740    |
|              | - Wucherblume (Chrysanthemum carinatum) | 25   | 21. September         | 5.000.000  | Klaus Müller                       | 2741    |
|              | - Schmuckkörbchen (Cosmos bipinnatus) | 35   | 21. September         | 2.100.000  | Klaus Müller                       | 2742    |
|              | Solidarität mit dem palästinensischen Volk Palästinensische Familie, Lebensbaum | 10+5 | 21. September         | 3.500.000  | Peter Korn                         | 2743    |
|              | Industrievertrieb für Automobiltechnik (IFA) - Krankenwagen Barkas B 1000 | 5    | 5. Oktober            | 5.000.000  | Manfred Gottschall                 | 2744    |
|              | - Wasch- und Sprühfahrzeug M 25 | 10   | 5. Oktober            | 16.000.000 | Manfred Gottschall                 | 2745    |
|              | - Reiseomnibus LD 3000 | 20   | 5. Oktober            | 8.000.000  | Manfred Gottschall                 | 2746    |
|              | - Pritschenfahrzeug LD 3000 | 25   | 5. Oktober            | 5.000.000  | Manfred Gottschall                 | 2747    |
|              | - Pritschenfahrzeug W 50 | 35   | 5. Oktober            | 5.000.000  | Manfred Gottschall                 | 2748    |
|              | - Milchtank-Sattelzug W 50 | 85   | 5. Oktober            | 2.100.000  | Manfred Gottschall                 | 2749    |
|              | Zentrale Messe der Meister von Morgen (MMM), Leipzig Messe-Emblem, Abzeichen der FDJ | 20   | 19. Oktober           | 8.000.000  | Ekkehart Haller                    | 2750    |
|              | Flugpostmarken (I) - Stilisiertes Flugzeug mit Brief | 30   | 26. Oktober           | unbekannt  | Detlef Glinski                     | 2751    |
|              | - Stilisiertes Flugzeug mit Brief | 40   | 26. Oktober           | unbekannt  | Detlef Glinski                     | 2752    |
|              | - Stilisiertes Flugzeug mit Brief | 1 M  | 26. Oktober           | unbekannt  | Detlef Glinski                     | 2753    |
|              | 500. Geburtstag von Martin Luther (I) - Stadtsiegel von Eisleben (um 1500) | 10   | 9. November           | 16.000.000 | Gerhard Schmidt                    | 2754    |
|              | Diese Briefmarke wurde auch als Kleinbogen ausgegeben: Auflage aus Bogen: 21.000.000 Einzelmarken - M. Luther als Junker Jörg (Gemälde von Lucas Cranach d. Ä.) | 20   | 9. November           | 29.000.000 | Gerhard Schmidt                    | 2755    |
|              | - Stadtsiegel von Wittenberg (um 1500) | 35   | 9. November           | 5.000.000  | Gerhard Schmidt                    | 2756    |
|              | - M. Luther, Porträt aus der Cranach-Werkstatt | 85   | 9. November           | 2.225.000  | Gerhard Schmidt                    | 2757    |
|              | Historisches Spielzeug (III): Handwerker Diese und die folgenden fünf Marken wurden zusammen als Kleinbogen ausgegeben: - Zimmermann | 10   | 23. November          | 2.100.000  | Axel Bertram                       | 2758    |
|              | - Schuhmacher | 20   | 23. November          | 2.100.000  | Axel Bertram                       | 2759    |
|              | - Bäcker | 25   | 23. November          | 2.100.000  | Axel Bertram                       | 2760    |
|              | - Büttner | 35   | 23. November          | 2.100.000  | Axel Bertram                       | 2761    |
|              | - Gerber | 40   | 23. November          | 2.100.000  | Axel Bertram                       | 2762    |
|              | - Wagner | 70   | 23. November          | 2.100.000  | Axel Bertram                       | 2763    |

### Kleinbogen und Zusammendrucke

Meißner Porzellan (II)
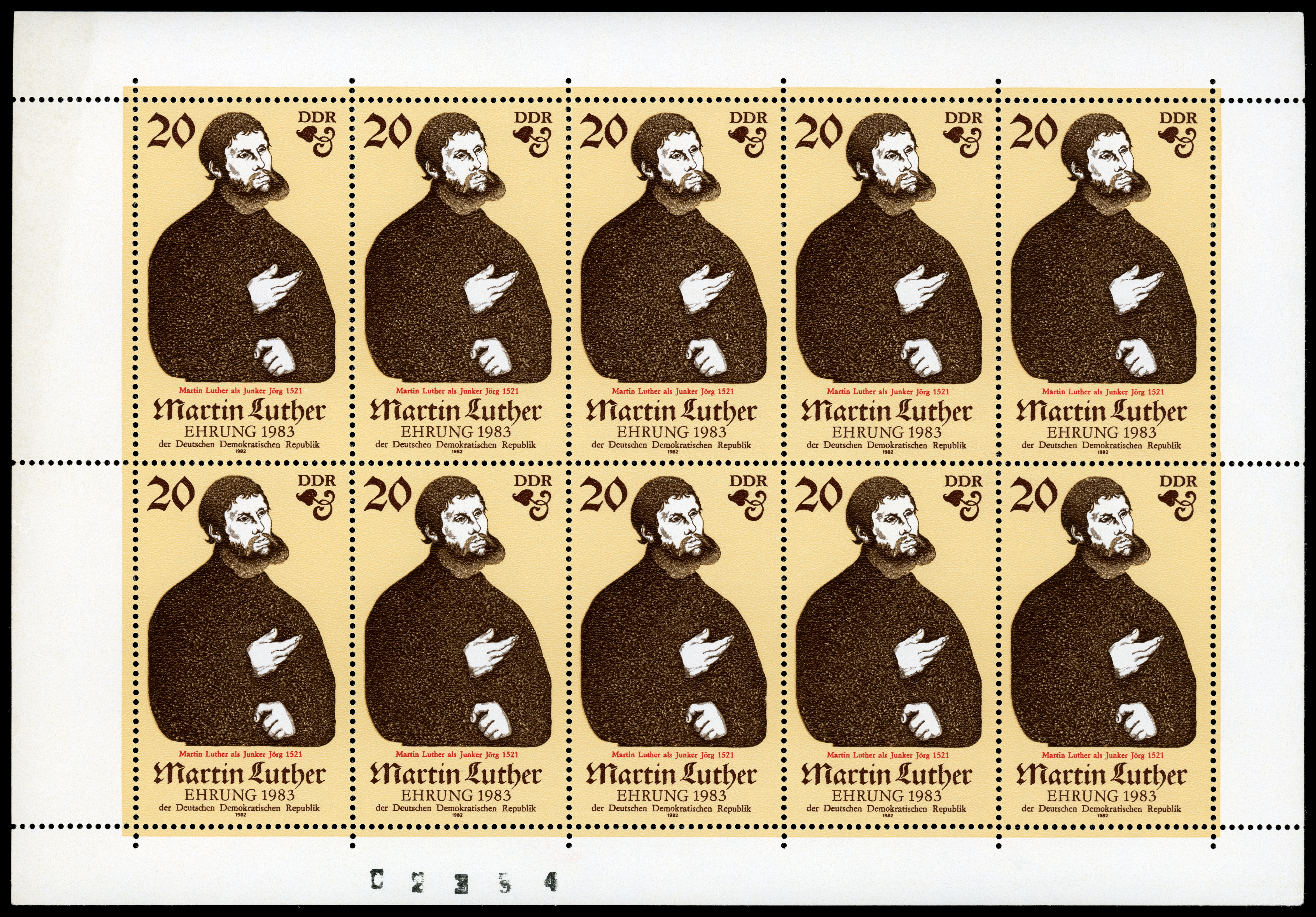
500. Geburtstag von Martin Luther (I)